# Digitale Nachhaltigkeit

Label Digitale Nachhaltigkeit

Das Konzept der Digitalen Nachhaltigkeit beschreibt die langfristig orientierte Herstellung und Weiterentwicklung von digitalen Wissensgütern und behandelt die Tragik der Anti-Allmende. Ausgehend vom Begriff der Nachhaltigkeit, der bisher vorwiegend im Zusammenhang mit ökologischen Themen verwendet wird, beschreibt das Konzept der Digitalen Nachhaltigkeit gemäß Definition der nachhaltigen Entwicklung im Brundtland-Bericht den bewussten Umgang mit Ressourcen in der Weise, dass deren heutige Erstellung und Verwendung die Bedürfnisse kommender Generationen nicht beeinträchtigt.

## Definition und Abgrenzung
Digitale Ressourcen werden dann nachhaltig bewirtschaftet, wenn ihr Nutzen für die Gesellschaft maximiert wird, sodass die digitalen Bedürfnisse gegenwärtiger und zukünftiger Generationen gleichermaßen erfüllt werden. Der gesellschaftliche Nutzen ist dann maximal, wenn die Ressourcen der größten Anzahl zugänglich und mit einem Minimum an technischen, rechtlichen und sozialen Restriktionen wieder verwendbar sind. Digitale Ressourcen sind Wissen und kulturelle Artefakte digital repräsentiert als Text, Bild, Audio, Video oder Software. (Definition nach Dapp)
Digitale Nachhaltigkeit grenzt sich in der Weise von der ursprünglichen Definition von Nachhaltigkeit ab, als dass Digitale Nachhaltigkeit ausschließlich immaterielle Güter, sogenannte Wissensgüter, behandelt. Solche nicht-physischen Ressourcen sind nicht-rivalisierend, sodass kein Verzehr der Güter stattfinden kann. Gleichwohl können digitale Ressourcen sowohl ausschließbar (ein so genanntes Klubgut) als auch nicht-ausschließbar (ein so genanntes öffentliches Gut) sein. Mittels Schutz des geistigen Eigentums können digitale Ressourcen vom freien Gebrauch und der freien Weiterentwicklung ausgeschlossen werden (siehe auch „Urheberrecht“).

## Zehn Voraussetzungen der digitalen Nachhaltigkeit
Anfang 2017 ist eine wissenschaftliche Publikation in Sustainability Science im Springer-Verlag und im Juli 2017 ein darauf basierender Fachartikel auf Deutsch erschienen, in denen zehn Voraussetzungen der digitalen Nachhaltigkeit beschrieben sind. Die ersten vier Kriterien betreffen die Eigenschaften des digitalen Guts, die weiteren fünf Kriterien die Eigenschaften des Ökosystems und das letzte Kriterium die Auswirkungen auf die Gesellschaft. Als konkrete Beispiele zu digitaler Nachhaltigkeit werden Wikipedia, Linux und OpenStreetMap genannt.
Zu den folgenden zehn Voraussetzungen der digitalen Nachhaltigkeit wurden im Rahmen der DINAcon 2017 individuelle Icons vorgestellt. Diese sind unter der Creative Commons Zero Lizenz auch auf Wikimedia Commons veröffentlicht.

### Eigenschaften des digitalen Guts
|  | 1. Ausgereift: Das digitale Gut muss qualitativ ausgereift sein. Beispielsweise muss eine Software-Lösung qualitativ hochwertig programmiert sein, korrekt und sicher funktionieren und die benötigten Anforderungen vollständig abdecken. |
|  | 2. Transparente Strukturen: Digitale nachhaltige Güter müssen transparente Strukturen aufweisen, das heißt der Quellcode einer Software muss vollständig offengelegt und das Format von Daten mittels eines offenen Standards öffentlich nachvollziehbar dokumentiert sein. Diese technische Transparenz ermöglicht Kontrolle und Verbesserungen, was zu mehr Vertrauen und weniger Fehlern führt. |
|  | 3. Semantische Daten: Die fortschreitende Digitalisierung erfordert, dass Informationen nicht nur von Menschen, sondern auch von Maschinen verstanden werden. Folglich müssen digital nachhaltige Informationen durch semantische Daten miteinander verknüpft sein. Durch solche Metadaten lassen sich große Mengen digitaler Informationen maschinell weiterverarbeiten, aggregieren und interpretieren. |
|  | 4. Verteilte Standorte: In der digitalen Welt spielt auch der physische Aspekt eine wichtige Rolle. Sind Daten nur an einem Ort gespeichert oder läuft ein System nur auf einem einzigen Server, ist die langfristige Verfügbarkeit dieser digitalen Güter gefährdet. Digital nachhaltig ist es, wenn Informationen und Anwendungen redundant zum Beispiel mittels Peer-to-Peer-Ansätzen mehrfach an unterschiedlichen Orten gespeichert sind. So wird die Abhängigkeit vom physischen Standort reduziert und die dauerhafte Verfügbarkeit erhöht. |

### Eigenschaften des Ökosystems
|  | 5. Freie Lizenz: Rechtliche Rahmenbedingungen müssen erlauben, dass digitale Güter beliebig genutzt, verändert und weiterverteilt werden dürfen. So kann einmal erschaffenes digitales Wissen durch die Gesellschaft verbessert und uneingeschränkt angewendet werden. Dies ist beispielsweise der Fall bei Open Source, Open Data oder Open Access Lizenzen.                                                      |
|  | 6. Geteiltes Wissen: Die fachkundige Verbesserung und Erweiterung digitalen Wissens verlangt, dass Know-how und Erfahrungen (Implizites Wissen) auf möglichst viele Menschen aus unterschiedlichen Organisationen verteilt ist. So können die Wissens-Abhängigkeit von einzelnen Personen und Firmen (Lock-In-Effekt) reduziert und die Beiträge von anderen zahlreicher werden.                                   |
|  | 7. Partizipationskultur: Alle kompetenten Personen sollen sich mit konstruktiven Beiträgen an der Erweiterung und Weiterentwicklung des digitalen Guts beteiligen können. Dazu braucht es eine gesunde Partizipations-Kultur. Zum Beispiel können Peer-Review-Prozesse in der Community die erforderliche Qualität der Daten und Software sicherstellen.                                                           |
|  | 8. Faire Führungsstrukturen: Faire Führungsstrukturen gewährleisten, dass die Kontrolle über das digitale Gut nicht bei einer einzigen Person oder Organisation liegt, sondern möglichst dezentral verteilt ist. Transparente Governance-Strukturen wie öffentliche Wahlen oder das Meritokratie-Prinzip regeln dabei die Verantwortlichkeiten. Dieses Kriterium lehnt sich an das Konzept von Good Governance an. |
|  | 9. Breit abgestützte Finanzierung: Die Infrastruktur (beispielsweise Internet-Server), das zuständige Personal und weitere Ressourcen sollten von möglichst unterschiedlichen Akteuren bezahlt werden. Eine breit abgestützte Finanzierung erlaubt Unabhängigkeit von einer einzelnen Institution und reduziert Interessenkonflikte.                                                                               |

### Auswirkungen auf die Gesellschaft
|  | 10. Beitrag zur nachhaltigen Entwicklung: Digital nachhaltige Güter und deren Communities sollen einen Beitrag zur nachhaltigen Entwicklung im klassischen Sinne leisten. Mit anderen Worten haben digital nachhaltige Programme und Daten eine positive ökologische, soziale oder ökonomische Wirkung. Gleichzeitig müssen digital nachhaltige Güter in ihrer Herstellung und Anwendung Ressourcen aus nachhaltigem Hintergrund benutzen. Beispielsweise soll die Herstellung der digitalen Güter durch Arbeitskräfte mit fairer Entlohnung geschehen und Strom aus erneuerbaren Energiequellen verwendet werden. |

## Nachweise

### Digitale Nachhaltigkeit im akademischen Bereich
Seit 2004 wird die Definition von Marcus Dapp weiterentwickelt und in einer gleichnamigen Vorlesung an der ETH Zürich vermittelt. Auch die studentischen Organisationen TheAlternative und SUBDiN (Universität Basel) beschreiben diesen neuen Nachhaltigkeitsansatz im Detail. Der historisch erste Text, der das Konzept schriftlich erläutert war ein Wettbewerbsbeitrag zur Jubiläumsschrift „Essays 2030“ der ETH Zürich, Titel „ETH Zurich - A Pioneer in Digital Sustainability“. Ein aktuellerer Beitrag beschreibt Digitale Nachhaltigkeit im Kontext von Open Data und Open-Source-Software.
Seit 2014 gibt es an der Universität Bern die Forschungsstelle Digitale Nachhaltigkeit. Die Stelle wird geleitet durch Matthias Stürmer und beschäftigt rund 20 Mitarbeitende. Die Forschungsstelle wurde durch eine Anschubfinanzierung der CH Open mit CHF 80'000 am Institut für Wirtschaftsinformatik gegründet. Seit 2019 ist die Forschungsstelle am Institut für Informatik angesiedelt. Die Forschungsstelle behandelt Fragestellungen zu Open-Source-Software, Open Data, Linked Data, Open Government, Smart City, Blockchain, Smart Contracts und öffentlicher Beschaffung in der Forschung, Lehre und bei der Erbringung von Dienstleistungen.

### Open-Source-Software und Nachhaltigkeit
Ausgehend von der Nachhaltigkeits-Definition beschreibt Thorsten Busch im Open Source Jahrbuch 2008 den Zusammenhang zwischen Open-Source-Software und dem Begriff Nachhaltigkeit. Die ausführliche Literaturanalyse thematisiert einerseits die ökologischen Aspekte von Informations- und Kommunikationstechnologien, andererseits auch die gesellschaftlichen Einflüsse von digitalen, immateriellen Ressourcen. Im Zentrum steht die Problematik des Digital Divide, der laut Busch bspw. durch die Förderung von Open-Source-Software verringert werden könnte. Busch verwendet den von Volker Grassmuck geprägten Begriff „informationelle Nachhaltigkeit“ für denselben Sachverhalt wie das hier beschriebene Konzept der Digitalen Nachhaltigkeit.

### Parlamentarische Gruppe Digitale Nachhaltigkeit
Um die langfristige und freie Verfügbarkeit von Wissen sicherzustellen und den wohlbedachten Umgang mit Informations- und Kommunikationstechnologien zu fördern, wurde in der Schweiz im Mai 2009 die Parlamentarische Gruppe Digitale Nachhaltigkeit gegründet. Durch politische Vorstösse wie Motionen und Interpellationen wird die verstärkte Verbreitung von freier und Open-Source-Software, Open Standards, Open Content und Open Access gefordert. Verschiedene Medien berichteten ausführlich über die Gründung der Parlamentarischen Gruppe.

### InitiativeDigitale Nachhaltigkeit
Im Umfeld des Vereins Linux-User im Bereich der Kirchen e.V. (LUKi e.V.) wurde ein Projekt gegründet, dass das Anliegen digitaler Nachhaltigkeit zum Anliegen und zum Namen hat. Das Projekt Digitale Nachhaltigkeit bietet eine leicht verständliche Einführung in das Thema und will einerseits zur Reflexion über digitale Nachhaltigkeit anregen, andererseits zum Mitmachen anstoßen. Dazu wurden zehn Grundsätze formuliert, die digitale Nachhaltigkeit aus Sicht des Projekts ausmachen. Es finden sich zahlreiche Schnittpunkte mit den oben genannten Positionen. Zentral ist die freie Verfügbarkeit und Veränderbarkeit von Wissen – konkretisiert durch offene Formate, offene Standards und freie Lizenzen – im Bereich von Software der Erhalt von Freiheit („keine Abhängigkeiten“) und Transparenz. Genannt werden aber auch Auffindbarkeit und Dokumentation digitaler Güter. Als Beispiele für erste Partizipationsmöglichkeiten nennt das Projekt das Nutzen von freier Software, die Beteiligung an der Wikipedia oder das Verwenden von Creative Commons-Lizenzen.